# Municipio de Union (condado de Belmont)
El municipio de Union (en inglés, Union Township) es un municipio ubicado en el condado de Belmont, Ohio, Estados Unidos. Según el censo de 2020, tiene una población de 2275 habitantes.

## Geografía
La localidad está ubicada en las coordenadas 40°4′58″N 81°3′42″O / 40.08278, -81.06167. Según la Oficina del Censo de los Estados Unidos, el municipio tiene una superficie total de 91.90 km², de la cual 89,91 km² corresponden a tierra firme y 1,99 km² es agua.

## Demografía
Según el censo de 2020, hay 2275 personas residiendo en la localidad. La densidad de población es de 25,30 hab./km². El 93,6 % son blancos, el 0,4 % son afroamericanos, el 0,1 % son amerindios, el 0,4 % son asiáticos, el 0,15 % son de otras razas y el 5,3 % son de dos o más razas. Del total de la población, el 1,2 % son hispanos o latinos de cualquier raza.